# Amorité

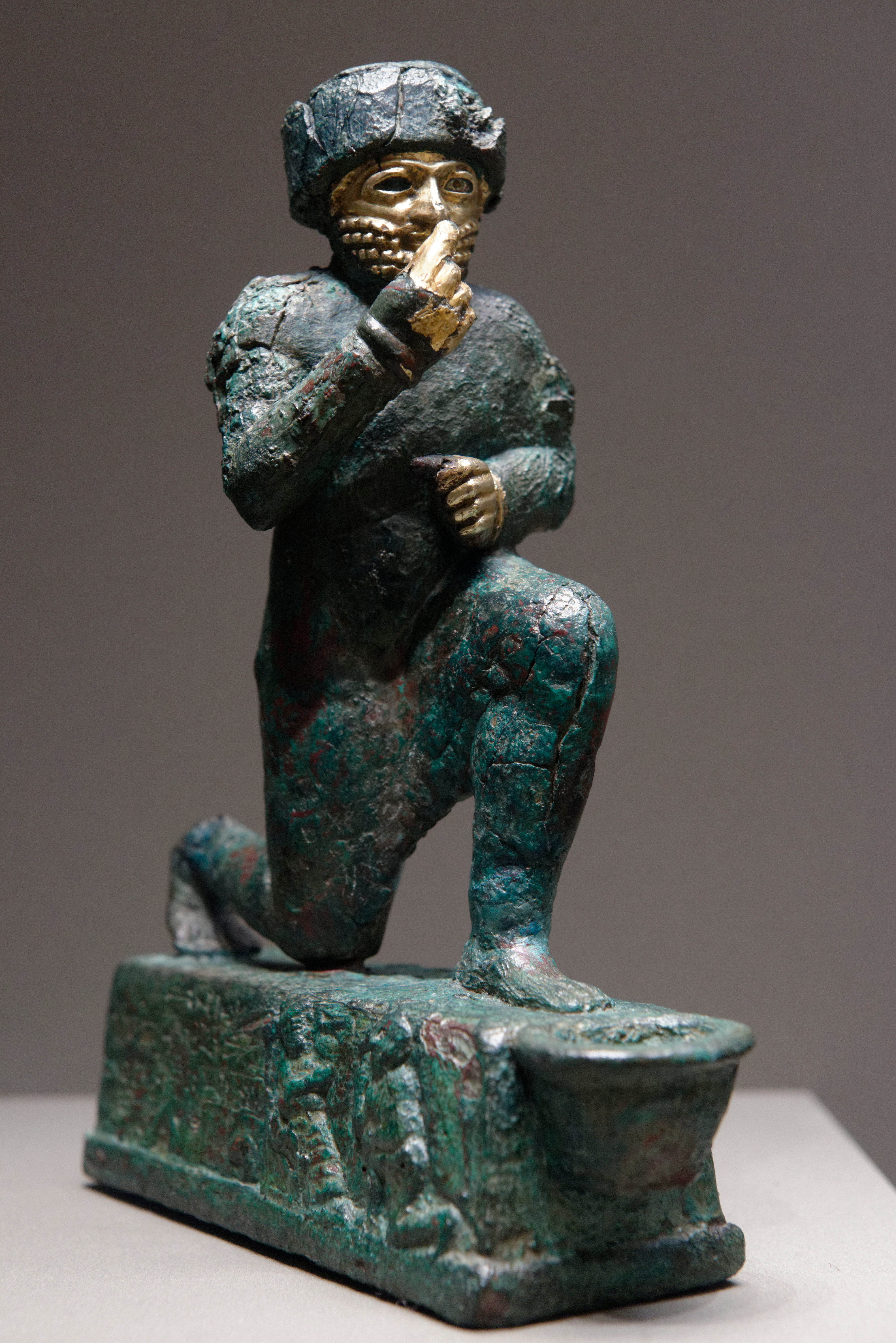
Soška uctívače z Larsy, pocházející z amoritského období (dnes v Louvre)

Amorité, též Emorejci (sumersky MAR.TU, akkadsky Tidnum nebo Amurrūm, egyptsky Amar, hebrejsky אֱמֹרִי, ’emōrî), je název semitského národa, který od druhé poloviny 3. tisíciletí př. n. l. obýval území na západním břehu Eufratu. Označení Amurru bylo také používáno jako jméno jejich hlavního boha.

## Původ
Podle nejstarších sumerských zdrojů, sahajících do asi 2400 př. n. l., je země Amoritů („území Mar.tu“) spojována se západem, zahrnujíc Sýrii a Kanaán, i když původem mohou být z Arábie. V mezopotámských zdrojích jsou popisováni jako kočovný národ a jsou spojováni s horskou oblastí Džebel Bišri v Sýrii, nazývanou „hory Amoritů“. Etnické označení Amurru a Amar pro ně používali v Asýrii a v Egyptě. Jejich hlavními bohy byli Amurru a měsíční bůh Sin. 
Od 21. stol. př. n. l. (umocněno katastrofálním suchem na začátku 22. stol. př. n. l.) probíhala ve velkém měřítku migrace amoritských kmenů směrem do Mezopotámie. Jejich infiltrace výrazně přispěla k pádu novosumerské 3. dynastie z Uru, když Amorité získávali postupně kontrolu nad některými královstvími. Jejich nástup k moci v oblasti byl dovršen Chammurabiho dobytím Babylónu. 
Dnes nám známí Amorité (převážně pocházející z Mari) psali v akkadském dialektu – tabulky datované do cca 1800–1750 př. n. l. ukazují konstrukce a formy (nářečí) užívané severozápadní semitskou skupinou.
Hlavním zdrojem extrémně limitovaných informací o jejich jazyku jsou pro nás oficiální jména, zachovaná v soudobých textech. Nejsou akkadského stylu a mnoho z nich je velmi podobných pozdějším hebrejským jménům používaným v Bibli.

## Z tabulek a nápisů
Podle raných nápisů jsou všechny západní země (včetně Sýrie a Kanaánu) nazývány „zemí Amoritů“. „Země Mar.tu“ se objevuje v nejstarších sumerských textech, např. v eposu Enmerkar a Pán z Arattu, stejně jako na nejstarších tabulkách z Ebly. Pro akkadské krále byla Mar.tu jedna ze „čtyř světových stran“ obklopujících Akkad, společně se Subartu (pozdější Asýrie), Sumerem a Elamem. Akkadský král Narám-Sín proti nim podnikal kolem r. 2240 př. n. l. podle záznamů vojenské výpravy v oblasti severní Sýrie a jeho nástupce Šar-kali-šarrí ve výpravách proti nim pokračoval. 
V období novosumerské 3. dynastie z Uru se imigrující Amorité stali tak velkou hrozbou, že sumerští králové (např. Šu-sín) byli donuceni ke stavbě téměř 200 km dlouhého valu od Tigridu po Eufrat aby zabránili jejich průnikům. Tito Amorité jsou popisováni jako kočovné klany ovládané nelítostnými rodovými předáky, kteří hledali nové pastviny pro svá stáda. Některé akkadské texty z tohoto období se o Amoritech vyjadřují velice pohrdavě, a naznačují, že novosumeřané nahlíželi na jejich kočovný způsob života s odporem a opovržením, např.:
MAR.TU kteří neznají obilí ... MAR.TU kteří neznají dům ani město, hlupáci z hor ... MAR.TU kteří vykopávají kořínky ... kteří si neklekají (aby obdělávali zemi), kteří jedí syrové maso, kteří za svého života nemají domova, kteří nejsou po své smrti pohřbeni...
Oni připravili obilí a zrno jako cukroví, ale Amorité budou jíst, aniž rozpoznají z čeho je to připraveno!
Jak postupně centralizovaná struktura urského novosumerského impéria kolabovala, její jednotlivé části začali znovu obnovovat svojí ztracenou nezávislost; a oblasti obývané Amority nebyly výjimkou. Zároveň vojska z Elamu dále napadala a oslabovala již tak zesláblou říši. Některé amoritské rody využily pád centrální moci a agresivně se pokoušely ujmout moci. Neexistovala amoritská invaze jako taková, ale Amorité dosáhli moci ve většině regionů chřadnoucí říše, zvláště za vlády posledního krále 3. urské dynastie, Ibbi-Sína. Velitelé s amoritskými jmény ovládli i důležitá centra moci: Isin, Larsu či Babylón. Elamitům se podařilo roku 2004 př. n. l. konečně dobýt Ur. O něco později se nejmocnějším vládcem Mezopotámie stává přímý předchůdce babylonského Chammurabiho, Šamši-Adad I., další člen amoritského národa.

## Dopad na Mezopotámii
Vzestup amoritských království v Mezopotámii měl hluboký a dlouhotrvající vliv na její politickou, společenskou a hospodářskou strukturu.
Sumerské městské státy byly nahrazeny královstvími. Lidé, půda a stáda přestali fyzicky patřit bohům, chrámům či králi. Četné královské a chrámové pozemky byly rozdány (nebo dány na určitou dobu k volnému užívání), mnoho obyvatel bylo osvobozeno od placení daní a nucených prací. Nové generaci vládců se podařilo založit novou společnost, společnost velkých rolníků, svobodných občanů a podnikavých kupců. Kněží se starali o bohy a jejich zájmy, ale hospodářský život země již déle nebyl výhradně (nebo téměř výhradně) v jejich rukou. 
Obecně shrnuto, Mezopotámská civilizace přetrvala i přes příchod Amoritů, stejně jako přežila akkadskou nadvládu či nepokojné období předcházející vzestupu 3. dynastie z Uru. Náboženství, etika a umění, které se v Mezopotámii vyvíjely od nejranějších dob, nebyly Amoritskou nadvládou nijak zásadně ovlivněny. Pokračovalo uctívání sumerských bohů, a staré sumerské mýty a eposy byly stále znovu kopírovány, překládány, obecně bez větších úprav.
Éra amoritských království (zhruba 2000–1600 př. n. l.) je tak známá v Mezopotámské historii jako „Amoritské období“. Hlavní amoritské dynastie se dostaly k moci v Mari, Ekallatumu, Jamchadu, Qatně, Aššúru (rod Šamši-Adada I.), Isinu, Larse a Babylónu. Toto období ukončilo chetitské dobytí Babylónu (okolo 1595 př. n. l.). Od 15. stol. př. n. l. se termín Amurru obyčejně používal pro označení regionu severně od Kanaánu až po Kadeš na řece Orontes.

## Amorité v Bibli
Jméno Amorité je v Bibli užíváno pro jistý horský kmen obývající zemi Kanaán, podle Gen. 10:16 jako potomci Kanaána, syna Hamova – biblický záznam je tedy označuje za Hamity, nikoliv Semity. Názvy Amorité a Kanaánští (Kananejci) se pak často překrývají, Kanaán je užíván více všeobecně a Amorité jako specifická část Kanaánských.
Jsou popisováni jako silní lidé statné postavy „jako výšky cedrů“, kteří obývali zemi na východě a západě od Jordánu; jejich král, Óg, je nazýván jako poslední „zbylý z rodu obrů“ (Deut. 3:11).
Bibličtí Amorité původně obývali oblast rozprostírající se od vysočiny západně od Mrtvého moře (Gen 14:7) k Hebronu (13:8; Deut. 3:8; 4:46–48), s Jordánskou dolinou na východ od řeky (4:49) a zemi „dvou králů Amoritských“, Síchona a Óga (Deut. 31:4; Joz. 2:10; 9:10). Oba, Síchon i Óg, byli nezávislými králi. 
Zdá se, že tito Amorité byli spojeni s jeruzalémskou oblastí, a že kmen Jebusejců byl jejich podskupinou. Jižní pahorky Judejských hor se nazývají „Amoritskými horami“ (Deut. 1:7, 19, 20). Podle současné etymologické teorie také překlad jména hory Moriah po vynechání první slabiky zní „Amoritská hora“.
Pět amoritských lokálních králů bylo na hlavu poraženo Jozuem (10:10) při „Vodách Merómu“ (Joz. 11:8). Dále je v Bibli zmínka, že za dnů Samuela byl mezi Amority a Izraelity mír (1 Sam. 7:14). Gibeonští byli považováni za jejich potomky a uzavřeli s Izraelity dohodu; když tuto Saul porušil a pobil některé z Gibeonských, Bůh seslal na Izrael hladomor.